# Briefmarken-Jahrgang 1900 der Deutschen Reichspost

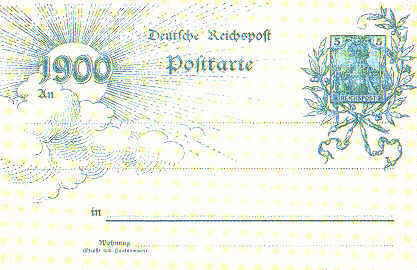
Sonderpostkarte zur Jahrhundertwende, mit der Germania

Der Briefmarken-Jahrgang 1900 der Deutschen Reichspost war nach elf Jahren der erste Jahrgang mit neuen Briefmarkenmotiven.
Es kamen die beiden Dauerserien Germania mit 10 Marken und Repräsentative Darstellungen des Deutschen Kaiserreichs mit vier Marken heraus. Zusätzlich gab es noch einen Ergänzungswert zur Dauerserie Ziffer im Ornament.
Als Dauermarkenserie wurde die Germania auch auf Ganzsachen als Wertstempel für Postkarten, Kartenbriefe und Rohrpostbriefumschläge benutzt. Die Sonderpostkarte zur Jahrhundertwende wurde offiziell seit dem 28. Dezember 1899 verkauft; die früheste Verwendung stammt jedoch schon vom 24. Dezember 1899. Auch einzelne Wertstufen wurden bereits ab dem 20. Dezember 1899 verkauft, gehören aber trotzdem zum Jahrgang 1900.
Die Briefmarken mit der Bezeichnung Reichspost waren bis zum 31. Dezember 1902 gültig. Ähnliche Marken der Serien „Germania“ und „Repräsentative Darstellungen des Deutschen Kaiserreichs“ mit der Inschrift Deutsches Reich erschienen ab dem Briefmarken-Jahrgang 1902 der Deutschen Reichspost.
Hinweise: Die Gebühren für die Postsendungen lagen zwischen dem 1. Januar 1875 und 30. Juni 1906 bei:
- Postkarten: 5 Pfennig
- Briefe im Fernverkehr: 10 Pfennig (bis 20 g) und 20 Pfennig (bis 250 g)
- Einschreiben: 20 Pfennig
- Rückschein: 20 Pfennig

Zur Einordnung der übrigen Kaufkraft zur damaligen Zeit, siehe Artikel: Goldmark.

## Liste der Ausgaben und Motive
Legende
- Bild: Eine bearbeitete Abbildung der genannten Marke. Das Verhältnis der Größe der Briefmarken zueinander ist in diesem Artikel annähernd maßstabsgerecht dargestellt. Sollten keine Marken abgebildet sein, liegt es daran, dass das Urheberrecht des Künstlers noch nicht erloschen ist.
- Beschreibung: Eine Kurzbeschreibung des Motivs und/oder des Ausgabegrundes. Bei ausgegebenen Serien oder Blocks werden die zusammengehörigen Beschreibungen mit einer Markierung versehen eingerückt.
- Wert: Der Frankaturwert der einzelnen Marke in Pfennig. Ein „+“ bedeutet, dass es sich um eine Zuschlagsmarke handelt (= Frankaturwert + Spende).
- Ausgabedatum: Das Datum des erstmaligen Verkaufs dieser Briefmarke.
- Gültig bis: Das Datum, an dem die Gültigkeit endete.
- Auflage: Soweit bekannt, wird hier die zum Verkauf angebotene Anzahl dieser Ausgabe angegeben.
- Entwurf: Soweit bekannt, wird hier angegeben, von wem der Entwurf dieser Marke stammt.
- Mi.-Nr.: Diese Briefmarke wird im Michel-Katalog unter der entsprechenden Nummer gelistet.

| Dauermarken | |                  |                       |                   |           |                                      |       |
| Bild        | Beschreibung                                                                                        | Werte in Pfennig | Ausgabe- datum (1900) | gültig bis        | Auflage   | Entwurf                              | MiNr. |
|             | Dauermarkenserie: Krone / Adler letzte Ausgabe der Serie, Ziffer im Oval unter Krone                | 2                | 29. März              | 31. Dezember 1902 | unbekannt | Schilling                            | 52    |
|             | Dauermarkenserie: Germania                                                                          | 2                | 4. Juli               | 31. Dezember 1902 | unbekannt | Paul Eduard Waldraff                 | 53    |
|             | | 3                | Februar               | 31. Dezember 1902 | unbekannt | Paul Eduard Waldraff                 | 54    |
|             | → für die halbierte Marke mit 3-Pf-Aufdruck, siehe: Vineta-Provisorium                              | 5                | März                  | 31. Dezember 1902 | unbekannt | Paul Eduard Waldraff                 | 55    |
|             | | 10               | 30. Dezember 1899     | 31. Dezember 1902 | unbekannt | Paul Eduard Waldraff                 | 56    |
|             | | 20               | 8. Januar             | 31. Dezember 1902 | unbekannt | Paul Eduard Waldraff                 | 57    |
|             | | 25               | 10. März              | 31. Dezember 1902 | unbekannt | Paul Eduard Waldraff                 | 58    |
|             | | 30               | 27. Dezember 1899     | 31. Dezember 1902 | unbekannt | Paul Eduard Waldraff                 | 59    |
|             | | 40               | 27. Dezember 1899     | 31. Dezember 1902 | unbekannt | Paul Eduard Waldraff                 | 60    |
|             | | 50               | 20. Dezember 1899     | 31. Dezember 1902 | unbekannt | Paul Eduard Waldraff                 | 61    |
|             | | 80               | 1. Januar             | 31. Dezember 1902 | unbekannt | Paul Eduard Waldraff                 | 62    |
|             | Dauermarkenserie: Repräsentative Darstellungen des Deutschen Kaiserreichs - Reichspostamt in Berlin | 1 Mark           | 1. April              | 31. Dezember 1902 | unbekannt | C. Frenzel                           | 63    |
|             | - Symbolische Darstellungen Nord und Süd Detail aus dem Gemälde Victoria von Anton von Werner       | 2 Mark           | 1. Juni               | 31. Dezember 1902 | unbekannt | Entwurf: W. Lipinsky Stich: W. Roese | 64    |
|             | - Enthüllung des Denkmals Kaiser Wilhelm I in Berlin, nach einem Gemälde von W. Pape                | 3 Mark           | 2. August             | 31. Dezember 1902 | unbekannt | Reichsdruckerei Stich: W. Roese      | 65    |
|             | - Reichsgründungsgedenkfeier im weißen Saal des Berliner Schlosses, nach einem Gemälde von W. Pape  | 5 Mark           | 14. Dezember          | 31. Dezember 1902 | unbekannt | Reichsdruckerei Stich: W. Roese      | 66    |